# Youxi (meteoryt)
Youxi – meteoryt żelazno-kamienny należący do mezosyderytów, który znaleziono w 2006 roku w chińskiej prowincji Fujian. Meteoryt znaleziono na budowie w Youxi, a jego masa wynosiła 218 kg. Meteoryt Youxi zawiera w sobie minerały: kamacyt, taenit, troilit, chromit, ilmenit i schreibersyt. Meteoryt Fujian jest drugim meteorytem znalezionym w tej prowincji.